# Ticino (folyó)
A Ticino folyó (németül: Tessin, latinul: Ticinus, piemonti nyelven Tesin) a Pó egyik mellékfolyója. Svájcban, a Szent Gotthard magaslaton ered és Lago Maggiore tavon folyik keresztül. A Ticino néhány kilométerre Pavia városától torkollik bele a Póba. Kb. 280 km hosszú.

## Városok a Ticino mentén
- Svájcban: Airolo, Bellinzona, Locarno
- Olaszországban: Stresa, Vigevano, Pavia